# Cerealia
De Cerealia waren in het Romeinse Rijk feestdagen die van midden- tot eind-april gevierd werden ter ere van Ceres, de godin van de landbouw en het graan. De exacte data van de feesten zijn onzeker.
Ten tijde van de Republiek werden de Cerealia georganiseerd door de aediles van het plebs. Tijdens het festival werden er in het Circus Maximus in Rome spelen gehouden, de Ludi Ceriales.
Tijdens de Cerealia liepen de Romeinse vrouwen rond in witte gewaden en brandende fakkels. Dit was om de mythe na te spelen van Ceres die haar verloren dochter Proserpina zocht.

## Oorsprong
Het feest gaat vermoedelijk terug tot het Romeins Koninkrijk. De juiste oorsprong alsook het doel van de Cerealia zijn onbekend. Het is mogelijk dat de Cerealia bedoeld waren om de gewassen te beschermen tegen ziekte en ongedierte of om warmte en vitaliteit aan de bodem te schenken. Volgens Ovidius ving een boerenjongen ooit een vos die kippen kwam jatten en probeerde hij hem levend te verbranden. De vos, in vuur en vlam, ontsnapte echter en stak zo de akkers en gewassen in brand. Omdat de gewassen heilig zijn voor Ceres, werden er volgens Ovidius om die reden vossen opgeofferd tijdens de Cerealia.